# Нёссарг-Муассак
Нёсса́рг-Муасса́к (фр. Neussargues-Moissac, окс. Neussargues Moissac) — коммуна во Франции, находится в регионе Овернь. Департамент — Канталь. Входит в состав кантона Мюра. Округ коммуны — Сен-Флур.
Код INSEE коммуны — 15141.
Коммуна расположена приблизительно в 420 км к югу от Парижа, в 75 км южнее Клермон-Феррана, в 50 км к северо-востоку от Орийака.

## Население
Население коммуны на 2008 год составляло 968 человек.
| 1962 | 1968 | 1975 | 1982 | 1990 | 1999 | 2008 |
| ---- | ---- | ---- | ---- | ---- | ---- | ---- |
| 1247 | 1252 | 1213 | 1186 | 1231 | 1030 | 968  |

## Экономика
В 2007 году среди 596 человек в трудоспособном возрасте (15—64 лет) 424 были экономически активными, 172 — неактивными (показатель активности — 71,1 %, в 1999 году было 65,9 %). Из 424 активных работали 391 человек (216 мужчин и 175 женщин), безработных было 33 (13 мужчин и 20 женщин). Среди 172 неактивных 37 человек были учениками или студентами, 83 — пенсионерами, 52 были неактивными по другим причинам.

## Достопримечательности
- Церковь Сент-Илер (XII век). Памятник истории с 1926 года[3]
- Замок Бенуа
- Замок Маргерит[фр.] (XIX век)

## Фотогалерея

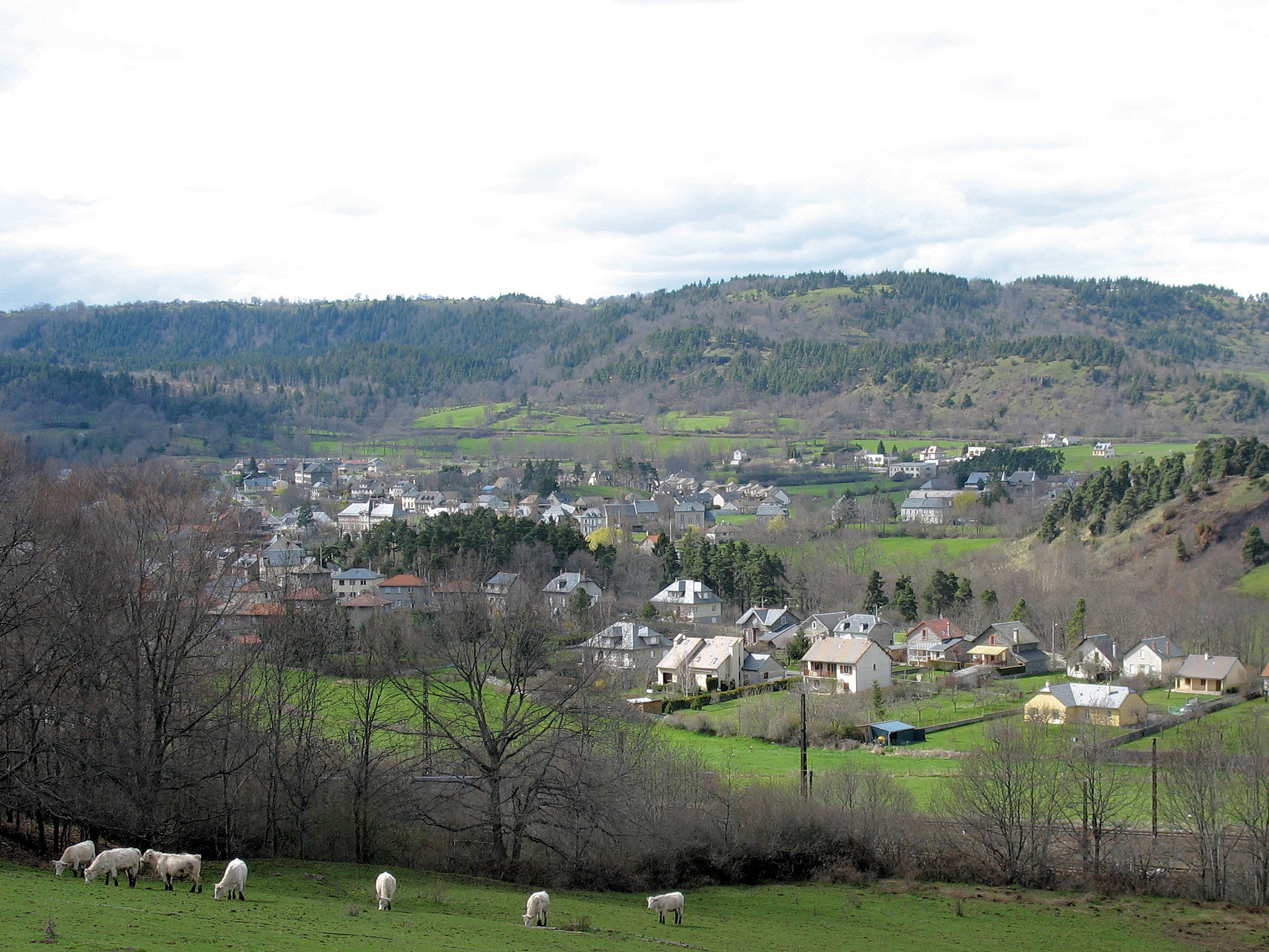
Нёссарг-Муассак
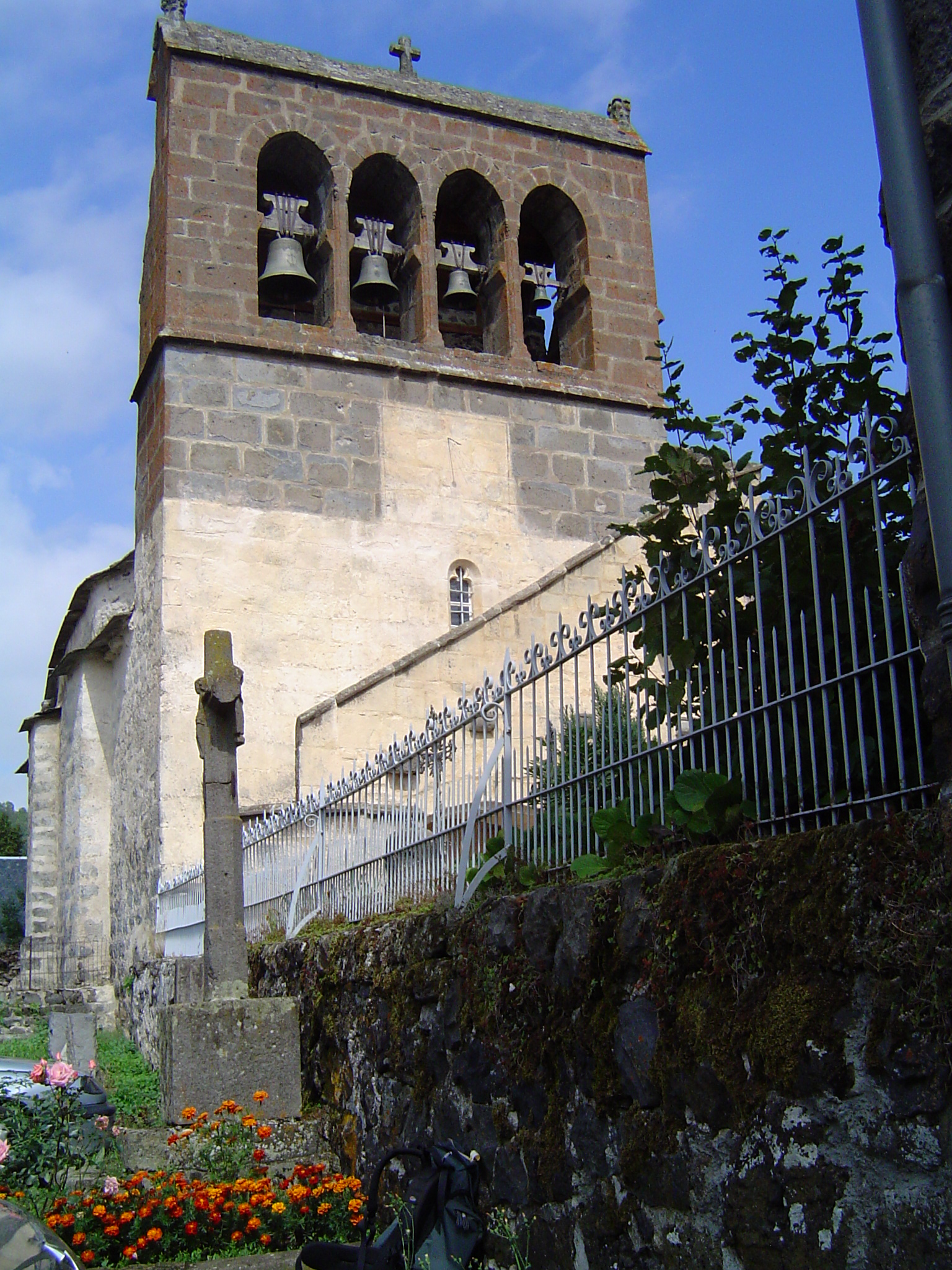
Церковь Сент-Илер
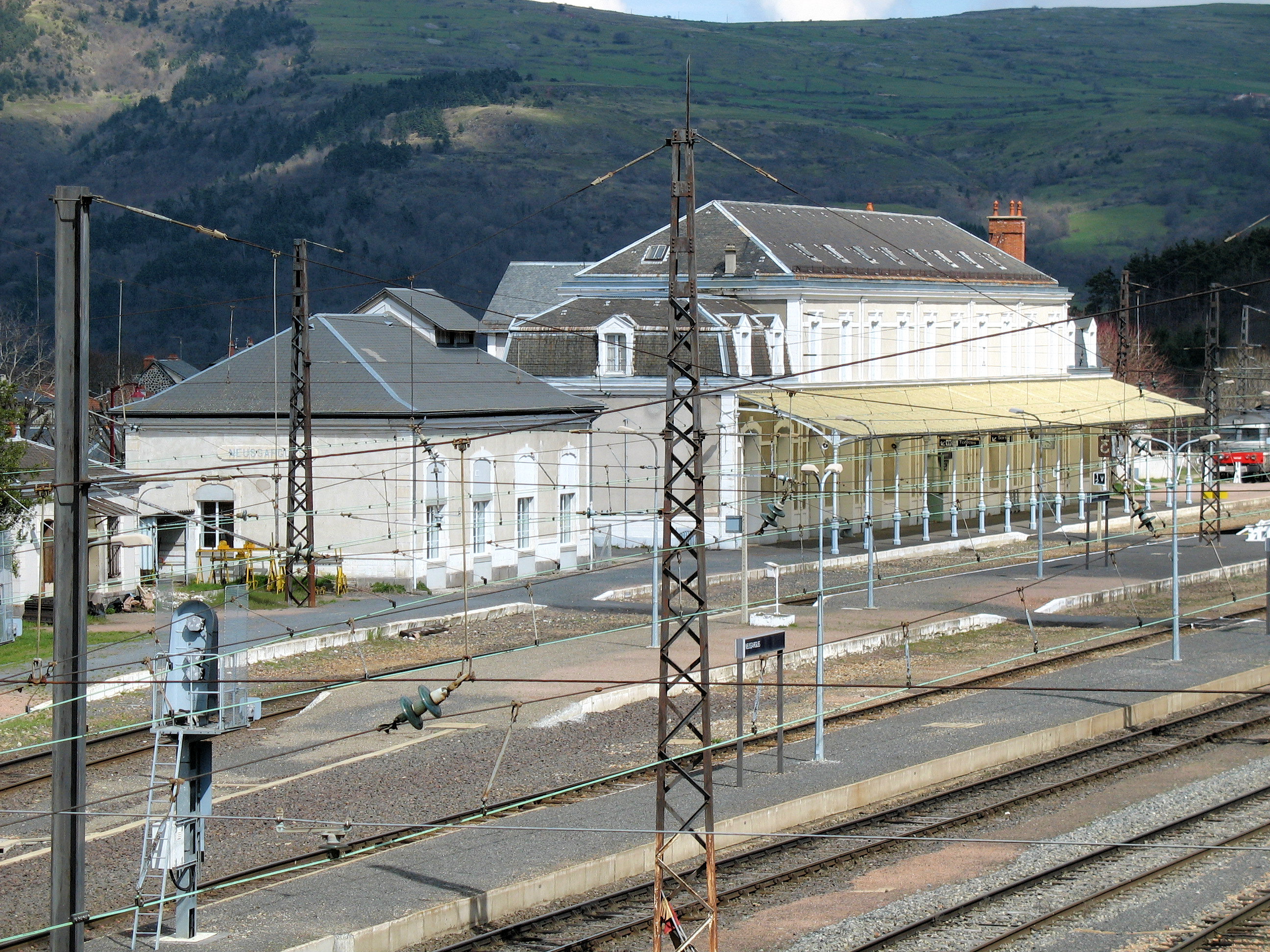
Вокзал
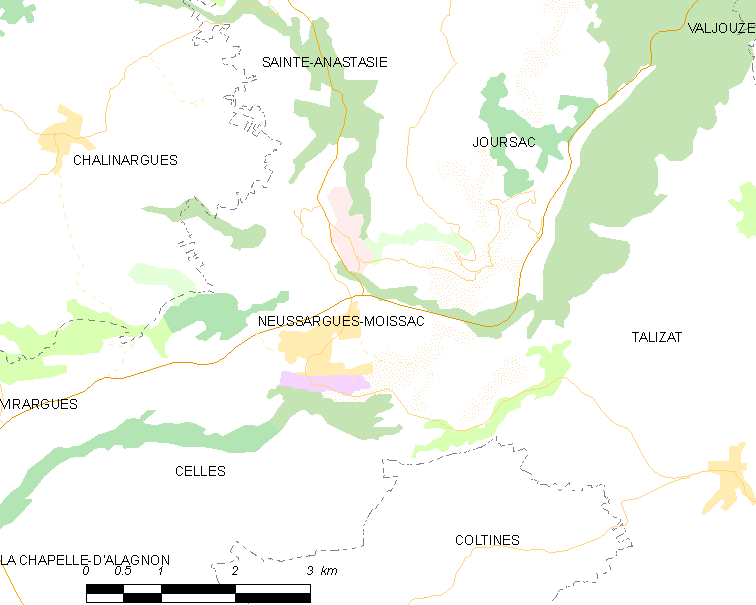
Карта коммуны